# フィリップ1世・ド・クロイ＝シメイ
フィリップ1世・ド・クロイ＝シメイ（フランス語：Philippe Ier de Croÿ-Chimay, 1436年11月 - 1482年9月14日）は、シメイ伯、キエヴラン領主。ブルゴーニュ公に仕えた。

## 生涯
フィリップ1世はブルゴーニュ公フィリップ善良公の腹心ジャン2世・ド・クロイとマリー・ド・ラレンの長男として生まれた。
フィリップはガーフェレの戦いの後、17歳で騎士に叙され、若くしてエノーの大バイイとなった。28歳のとき、シャルル豪胆公の侍従に任ぜられたが、この決定に対しシャルルに相談がなかった。このことは、クロイ家に対するシャルルの強い憎しみをさらに強めた。
1465年にシャルル豪胆公が権力を握ると、フィリップ1世とその父ジャン2世、伯父アントワーヌ1世・ド・クロイを追放しました。フィリップ1世は1468年に初めてシャルル豪胆公と和解した。1471年、フィリップ1世はナポリ王フェルディナンド1世と教皇シクストゥス4世に対する使節団を率いた。
1473年に父親が亡くなると、フィリップは第2代シメイ伯となり、金羊毛騎士団の騎士とされた。さらに、フィリップ・ド・コミーヌの裏切り後に没収された領地を受け取った。1474年から1477年の間、フィリップは新たにブルゴーニュが手に入れたゲルデルン公領の総督をつとめた。
1477年、フィリップはナンシーの戦いで捕虜となり、この戦いでシャルル豪胆公が戦死した。フィリップは釈放後、マクシミリアン1世に仕えた。

## 結婚と子女
フィリップ1世は1453年にヴァルブルガ・フォン・メールス・ウント・ザールヴェルデンと結婚し、以下の子女をもうけた。
- シャルル1世（1455年 - 1527年） - シメイ伯、のちシメイ公[5]
- アントワーヌ（1546年没） - サンピー領主
- フランソワーズ - ブリエンヌ伯アントワーヌ・ド・リュクサンブールと結婚
- カトリーヌ - ブイヨン公ロベール2世・ド・ラ・マルクと結婚[5]
- マルグリット（1514年没） - 1501年にホルン伯ヤコブ3世と結婚